# Anapäst
Der Anapäst [anaˈpɛːst] (Plural: Anapäste; von altgriechisch ἀνάπαιστος anápaistos „rückwärts geschlagen“; lateinisch anapaestus; in metrischer Formelnotation mit an bezeichnet) ist in der antiken Verslehre ein Versfuß, der
aus einem Elementum biceps (Symbol ◡◡) gefolgt von einem Elementum longum (—) besteht, im metrischen Schema wird er demnach mit ◡◡— notiert.
Der Fuß wird in der quantitierenden antiken Dichtung meist durch Doppelkürze, gefolgt von einer langen Silbe realisiert (◡◡—́), kann aber auch durch zwei Längen, also spondeisch (——́) gebildet werden. Außerdem sind die relativ seltenen Realisierungen mit Längenspaltung (◡◡◡́◡, auch als Prokeleusmatikos bezeichnet) sowie mit Zusammenziehung der Doppelkürze zur Länge und Spaltung der Länge (—◡́◡, anapästischer Daktylus) möglich.
In allen Fällen ist die Länge des Anapäst vier Moren.
Das metrische Gegenteil des Anapäst ist der Daktylus (—◡◡). Der Anapäst ist also gewissermaßen eine gespiegelte Version des wesentlich häufigeren Daktylus, worauf auch der griechische Name („rückwärts geschlagen“) verweist.
In der akzentuierenden Dichtung moderner Sprachen, insbesondere in der deutschen Dichtung, wird der Anapäst meist durch zwei Senkungen (unbetonte Silben) gefolgt von einer Hebung (betonte Silbe) gebildet (x x x́). Da man dem Anapäst ähnlich wie dem Jambus einen steigenden Rhythmus zuschreibt, wurde er nach einem Vorschlag von Ivo Braak auch als Doppelsteiger bezeichnet.

## Anapästische Versmaße

### Antike Dichtung
In der griechischen Metrik galt für den Anapäst Dipodie, d. h. das Metron, das Grundelement anapästischer Versmaße, besteht aus zwei Füßen.
Anapästische Versmaße sind in der antiken Metrik:
- Anapästische Dipodie (an2) bzw. anapästischer Binar:

◡◡—ˌ◡◡◠
- Anapästische Tripodie (an3), eine Form des Prosodiakos:

◡◡—◡◡— | ◡◡—
- Anapästischer Quaternar (an4) bzw. anapästischer Dimeter (and):

◡◡—ˌ◡◡—ˌ◡◡—ˌ◡◡◠
In der römischen Komödie häufig von Plautus verwendet.
- Katalektischer anapästischer Quaternar (an4c), besser bekannt als Parömiakos:

◡◡—ˌ◡◡—ˌ◡◡—ˌ◠
- Katalektischer anapästischer Trimeter (antc):

◡◡—ˌ◡◡—ˌ◡◡◠ ‖ ◡◡—ˌ◡◡—ˌ◠
- Anapästischer Septenar (an7):

◡◡—ˌ◡◡—ˌ◡◡—ˌ◡◡◠ ‖ ◡◡—ˌ◡◡—ˌ◡◡—ˌ◠
- Anapästischer Oktonar (an8) bzw. anapästischer Tetrameter:

◡◡—ˌ◡◡—ˌ◡◡—ˌ◡◡◠ ‖ ◡◡—ˌ◡◡—ˌ◡◡—ˌ◡◡◠
Entsprechend dem stark ausgeprägten Takt und dem drängenden, bewegten Rhythmus erscheint er schon früh in Marsch- und Schlachtlieder (Parömiakos, Enoplios), in Prozessionsliedern (Prosodia), dann im Drama in Parodos und Exodos, so bei Euripides, und sehr häufig vor allem in den Komödien des Aristophanes. Typisch ist eine Folge von Tetrapodien mit einem Parömiakos als Schlussvers.

### Deutsche Dichtung
Es gibt aufgrund der Stammsilbenbetonung relativ wenig Wörter, die für sich ein Anapäst sind. Beispiele sind „Zauberei“ und Fremdwörter wie „Direktion“ und „Harmonie“. Auch das Wort „Anapäst“ selbst ist ein Anapäst, also autolog. Diese Seltenheit anapästischer Wörter stellt aber kein wesentliches Problem für die Bildung von Wortfüßen dar, denn durch die Kombination aus unbetontem Funktionswort (zum Beispiel Artikel) und einem auf der zweiten Silbe betonten Wort (zum Beispiel mit unbetontem Präfix) lassen sich leicht anapästische Rhythmen bilden:
Das Bedürfnis des Dichters ist reinlichster Reim.
Dass der Anapäst in der deutschen Dichtung erst am Ende des 18. Jahrhunderts eine (kleine) Rolle zu spielen beginnt, kann also nicht am Versfuß liegen, sondern muss eher mit sich aus dem Versmaß ergebenden rhythmischen Schwierigkeiten zusammenhängen. Als Beispiel dafür kann ein bekannter Vers aus Friedrich Schillers Ballade Der Taucher (1797) dienen:
Und es wallet und siedet und brauset und zischt
◡◡—ˌ◡◡—ˌ◡◡—ˌ◡◡—
Betrachtet man nur den Anfang, so würde man zunächst „Und es wallet“ betonen, also trochäisch ansetzen, erst der Vers als Ganzes mit dem starken, durch Wiederholung von „und“ betonten Rhythmus in der zweiten Hälfte („und siedet und brauset und zischt“) etabliert den anapästischen Rhythmus. Dieser Widerstand gegen den Anapäst rührt aus dem Widerstreben, zwei Silben am Anfang einer Periode unbetont zu lassen. Ähnliche Beispiele finden sich in August Wilhelm Schlegels Schauspiel Ion (1803):
Auf den Lippen die purpurnen Blüten der Lust, […]
So umhauchtest du mich mit berauschendem Wahn
Auch hier ist entsprechend der natürlichen Betonung die erste Silbe stärker und daher besteht die Tendenz, trochäisch anzusetzen. Die Lösung des Problems ist häufig, den ersten Fuß akephal zu verkürzen, das heißt am Versanfang erscheint nur eine Senkung. Ein Beispiel für beide Varianten liefern die folgenden Verse aus Goethes Stück Pandora (1807):
Alle blinken die Sterne mit zitterndem Schein,

Alle laden zu Freuden der Liebe mich ein,

Zu suchen, zu wandeln den duftigen Gang,

Wo gestern die Liebste mir wandelt’ und sang
In den ersten beiden Versen wäre der natürlichen Betonung wieder trochäisch oder mit Auslassung des „e“ sogar spondeisch („All’ blinken die Sterne …“) anzusetzen. Die beiden folgenden Verse dagegen beginnen akephal (◡—◡◡—◡◡—◡◡—). Aus dieser häufig geübten Praxis, anapästische Verse akephal (und katalektisch) zu gestalten, entsteht dann eine Ambivalenz zwischen anapästischer und amphybrachischer Interpretation. Das sieht man am Beispiel von Paul Celans berühmtem Gedicht Todesfuge (1944/1945):
| Schwarze Milch der Frühe wir trinken sie abends             | —◡—◡—◡—◡—◡ |
| wir trinken sie mittags und morgens wir trinken sie nachts  | ◡—◡—◡—◡—◡— |
| wir trinken und trinken                                     | ◡—◡—◡      |
| wir schaufeln ein Grab in den Lüften da liegt man nicht eng | ◡—◡—◡—◡—◡— |

Hier kann der dritte Vers zum Beispiel als akephal hyperkatalektisch anapästischer Zweiheber (◡—ˌ◡◡—ˌ◡) gelesen werden oder als rein amphibrachysch (◡—◡ˌ◡—◡), der zweite Vers ebenso anapästisch als ◡—ˌ◡◡—ˌ◡◡—ˌ◡◡—ˌ◡◡— oder katalektisch amphibrachysch als ◡—◡ˌ◡—◡ˌ◡—◡ˌ◡—◡ˌ◡—.
Wolfgang Kayser plädierte dafür, auf die Unterscheidung daktylisch/anapästisch/amphibrachysch ganz zu verzichten und Verse mit doppelten Binnensenkungen generell als daktylisch zu bezeichnen. Will man auf die Unterscheidung zwischen daktylisch und anapästisch nicht verzichten, so kann man als anapästisch oder gemischt anapästisch Verse bezeichnen, die mit einer Senkung beginnen und mindestens eine doppelte Binnensenkung enthalten, als rein anapästisch jene, die nur doppelte Binnensenkungen enthalten, daktylisch wären dagegen jene, die mit einer Hebung beginnen.
Zu nennen sind schließlich noch die Nachbildung des antiken Septenars in den Chorstrophen von August von Platens Komödien und Die politische Wochenstube von Robert Eduard Prutz, außerdem das exemplarische Gedicht Der Anapäst von Josef Weinheber.

### Englische Dichtung
In der englischen Dichtung erscheint der Anapäst ab der Renaissance in volkstümlicher Dichtung, ab dem 18. Jahrhundert auch bei Dichtern wie William Cowper (Verses Supposed to be Written by Alexander Selkirk, 1782) und Walter Scott. Aus dem Gedicht The Destruction of Sennacherib von Lord Byron (1815) ein Beispiel anapästischer Vierheber:
The Assyrian came down like a wolf on the fold

And his cohorts were gleaming in purple and gold

And the sheen of their spears was like stars on the sea

When the blue wave rolls nightly on deep Galilee.
Anapästische Verse erscheinen bei
Robert Browning (How they Brought the Good News from Ghent to Aix, 1845), William Morris und dann vor allem bei Swinburne zum Beispiel in Dolores (1866) und in A Song in Time of Revolution (1866).
William Butler Yeats verwendet in seinem epischen Gedicht The Wanderings of Oisin (1889) wie viele andere Dichter der viktorianischen Zeit gemischt jambisch-anapästische Verse.
Bei den zeitgenössischen Dichtern ist zu nennen Daryl Hine mit seinem langen Gedicht In and Out (1975/1989) und Annie Finch.
Bleiben anapästische Versmaße in der „ernsthaften“ englischen Lyrik so wie auch im Deutschen eher randständig, so sind sie in der komischen Dichtung prominent. Beispiele sind hier The Hunting of the Snark von Lewis Carroll oder T. S. Eliots Old Possum’s Book of Practical Cats (1939).
Das jedermann bekannte Beispiel eines anapästischen Versmaßes aber ist der Vers des Limerick, der durch die Limericks in Edward Lears Book of Nonsense (1846) populär wurde. Ein Beispiel aus dieser Sammlung ist:
There was a Young Lady of Clare,

Who was sadly pursued by a bear;

When she found she was tired,

She abruptly expired,

That unfortunate Lady of Clare.
Auch beim Limerick wird durch häufig auftretende Akephalie und Katalexe das Versmaß ambivalent anapästisch-amphibrachysch. Ein entsprechendes deutsches Beispiel ist:
Helmut Kreuzer, Professor in Siegen

Versteht sich auf’s Messen und Wiegen.

Auch des Limericks Bau,

Er kennt ihn genau

Und zählt seine Füße wie Fliegen.